# Fermail

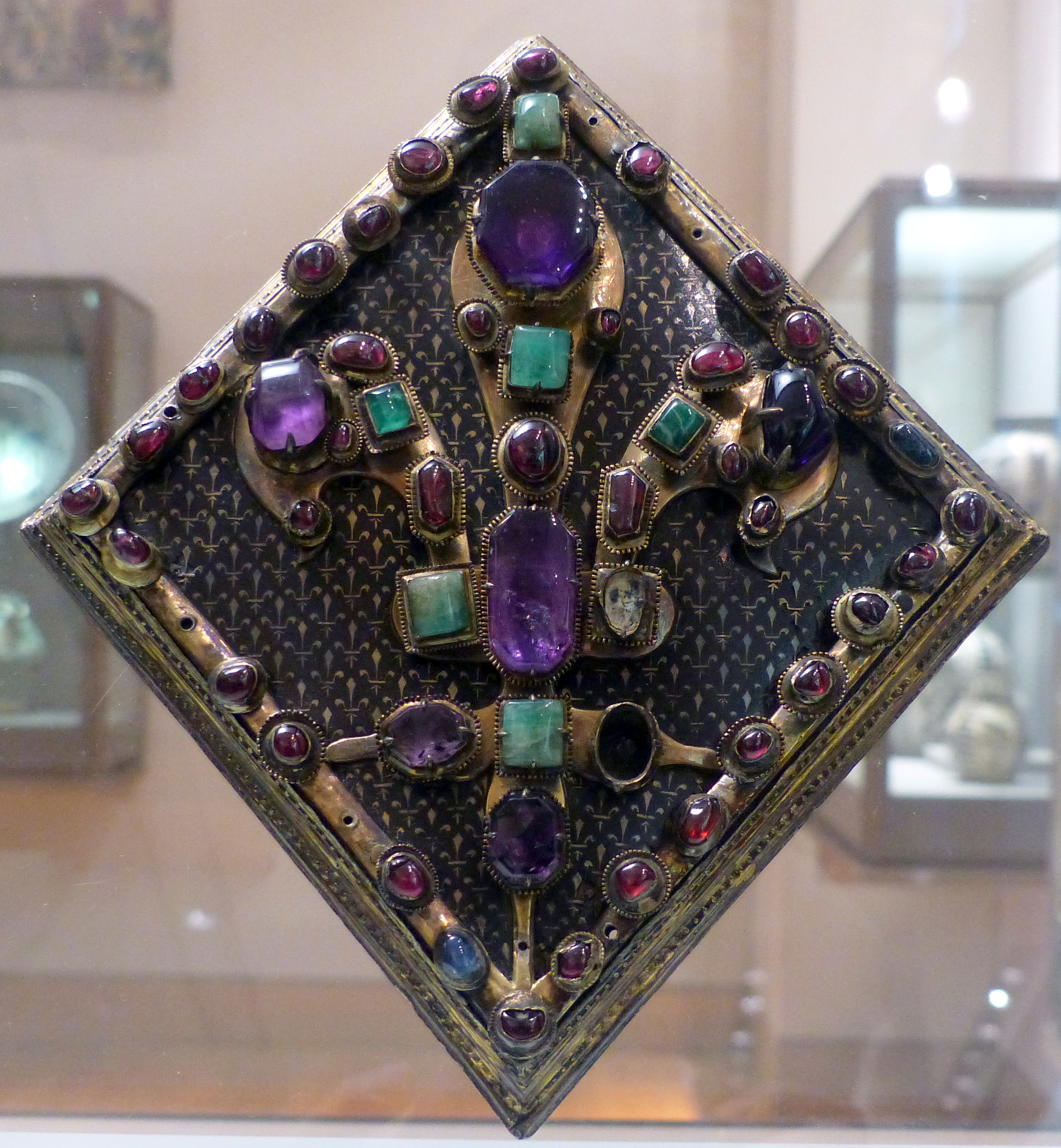
Fermail de sacre, abbaye de Saint-Denis, 1367

Un fermail est un bijou fréquemment adapté aux vêtements du Moyen Âge et qui servait à attacher manteaux, chapes, robes et capes et à suspendre des bourses ou des cassolettes.  
L'inventaire du trésor de Charles V mentionne un grand nombre de ces objets auxquels parfois il donne le nom d'attache. 
On retrouve également des fermaux dans le domaine de l'héraldique comme boucle de ceinture stylisée munie d'un ardillon. 

## Source
- Eugène Emmanuel Viollet-le-Duc, Dictionnaire raisonné du mobilier français: de l'époque carlovingienne à la Renaissance, Librairie Centrale d'Architecture, Ancienne Maison Morel, 1872 (lire en ligne), article Fermail.